# Betty Cooper
Elizabeth "Betty" Cooper é uma das principais personagens que aparecem nos quadrinhos americanos publicados pela Archie Comics. A personagem foi criado por Bob Montana e John L. Goldwater, e apareceu pela primeira vez em Pep Comics nº 22 (cover date, dezembro de 1941), na primeira página da primeira história de Archie, servindo como um interesse amoroso para Jughead. É interpretada por Lili Reinhart na série de televisão Riverdale, da emissora americana The CW.
A paixão de Betty por Archie nos quadrinhos, que impulsiona suas tentativas de conquistar sua afeição por qualquer meio possível, e sua rivalidade com sua melhor amiga, Veronica Lodge, estão entre os temas mais antigos das histórias em quadrinhos.

## História de publicação
Betty foi nomeada e, originalmente, baseada em Betty Tokar Jankovich, uma imigrante tcheca que namorou brevemente o co-criador de Archie, Bob Montana, em 1939, quando ela tinha 18 anos. Criada para servir como um interesse amoroso por Archie Andrews, ela é retratada como uma garota inteligente, talentosa, doce, elegante e bonita, com cabelos loiros e olhos azuis.
Além de aparecer em muitas histórias de Archie, Betty foi a estrela de dois títulos de longa duração publicados pela Archie Comics durante o período de 1965 a 2012: Betty and Me (mais tarde denominada Betty & Me), que publicou 200 edições entre agosto de 1965 e agosto de 2012; e Betty, que foi publicado 195 edições de setembro de 1992 a janeiro de 2012. Ela também foi destaque no Betty's Diary, que publicou 40 edições de abril de 1986 a abril de 1990.
Atualmente, Betty é a co-estrela da Betty and Veronica Digest Magazine, agora conhecida como B&V Friends Double Digest, que foi lançada em novembro de 1980 e publicou mais de 250 edições; e Betty and Veronica Double Digest, que publicou mais de 250 edições desde junho de 1987.
Ela foi a co-estrela de Betty and Veronica, que teve 347 edições (e oito anuais) de março de 1950 a abril de 1987. A nova série Betty and Veronica que publicou 278 edições de junho de 1987 até o final de 2015. As séries limitadas Betty and Veronica, ocorrendo em seu universo New Riverdale, que foi publicado em 2017. Betty e Veronica também co-estrelou em:
- Betty and Veronica Spectacular (90 edições, outubro de 1992–julho de 2009)
- Betty and Veronica Summer Fun (seis edições anuais)

## Biografia
Betty Cooper (Bety Rosas na versão em espanhol) é a terceira e mais nova filha e segunda filha de Hal Cooper e Alice Cooper. Seu irmão mais velho Charles Smith e sua irmã mais velha, Polly Cooper, saíram de Riverdale, sua cidade natal. Chic mudou-se para Nova York e Polly para São Francisco, mas ocasionalmente aparecem em flashbacks da infância de Betty, e ocasionalmente visitam a família.
No final dos anos 1960, as Betty e Veronica as duas se juntaram à banda de Archie, uma banda de garagem apropriadamente chamada The Archies. Ambos cantaram (geralmente backup), e Betty tocou pandeiro, enquanto Veronica tocava órgão eletrónico. Isso implica que Veronica é mais talentosa musicalmente, mas isso não é necessariamente verdade. Algumas histórias indicam que Betty é a melhor vocalista. Além disso, há pouca consistência nos instrumentos que ela consegue tocar. Betty tocou o gravador, pandeiro, maracas, violão, banjo, teclado, saxofone, violoncelo e bongô.

## Interesses e personalidade
Betty é amiga de todos e é uma filha e irmã amorosa. Ela gosta de ajudar os sem-teto, ler para os idosos e resgatar animais e pássaros feridos.
Os hobbies de Betty incluem praticar esportes (especialmente beisebol), cozinhar e cuidar de animais (ela é dona de um gato, Caramel). Ela também preocupa-se com o meio ambiente e outras questões sociais e incentiva o resto da turma. Ela adora crianças e às vezes cuida de Jellybean com Jughead, assim como outras crianças em Riverdale. Ocasionalmente, as famílias contratam Betty para manter a companhia de seus parentes idosos. Betty é uma mecânica habilidosa que frequentemente ajuda Archie com seu carro quebrado Betsy. Betty também é boa em esquiar e corridas de carros. Ela costuma ser a melhor arremessadora do time de beisebol feminino.
Ao contrário do estereótipo "burra loira", Betty tem uma inteligência acima da média e é uma das alunas mais inteligentes da Riverdale High School, junto com Dilton Doiley. Em uma história, ela ganhou um prêmio e foi enviada para competir em Nova York e ganhou inúmeros prêmios acadêmicos. Os muitos talentos e realizações de Betty muitas vezes deixam sua amiga Veronica com ciúmes, que então tenta sabotar Betty para roubar sua glória e fazê-la parecer má.

## Relações
A melhor amiga de Betty é Veronica. Embora as duas estejam frequentemente envolvidas em disputas por Archie ou algo mais que evoque ciúmes, elas continuam sendo melhores amigas. As outras amigas de Betty incluem Ethel Muggs, Midge Klump e Nancy Woods, todas com interesses em comum e atividades em grupo, como compras e animação.
O relacionamento de Betty com Jughead Jones tem sido principalmente de um confidente íntimo, já que eles normalmente discutem seus problemas de forma mais franca entre si do que qualquer outra pessoa.
Ela tinha uma amizade com uma mulher idosa chamada Lydia Wyndham, que encontrou quando pesquisava sobre a Primeira Guerra Mundial. Com esse conhecimento, Betty conheceu uma escritora e poeta talentosa com uma mente afiada (e um passado triste - a pesquisa de Betty tinha aparecido um namorado de Wyndham, que foi morto), mas depois de um tempo a própria Wyndham morreu.
Às vezes, Betty é vista como tendo uma amizade íntima com Cheryl Blossom, especialmente no próprio título de Cheryl. No entanto, em outros momentos, Betty e Verônica consideram a sedutora Cheryl como uma ameaça, porque ela tenta atrair Archie para longe delas, e as duas melhores amigas se unem contra Cheryl para proteger seus interesses. Jason Blossom, irmão gêmeo de Cheryl, às vezes é visto como genuíno interesse por Betty, o que deixa Archie com ciúmes.

## Carreira
Betty gosta de escrever e mantém um diário que é apresentado na série Diário de Betty. Ela quer ser uma escritora famosa algum dia, uma aspiração que sua professora, a Sra. Grundy, aprova. Ela envia seu trabalho para escrever revistas e foi publicada várias vezes. Ela uma vez chegou a ser estagiária de uma revista de moda, mas acabou se modelando também. Ao mesmo tempo, ela assume vários tipos de emprego, incluindo algum trabalho como mecânica, que também é uma carreira na qual ela está interessada. Em algumas histórias, ela encontra emprego como professora assistente na escola primária local. Betty também é uma baby-sitter e padeiro bem conhecida.

## Em outras mídias

### Televisão

#### Animação
- Betty apareceu em The Archie Show, uma série de desenhos animados de 1968 produzida pela Filmation. Ela também apareceu em vários spin-offs, como The Archie Comedy Hour, Archie's Funhouse, Archie's TV Funnies, The U.S. of Archie e The New Archie and Sabrina Hour, produzidos no mesmo formato. Ela foi dublada por Jane Webb.
- Betty apareceu em The New Archies, foi retratada como pré-adolescente no ensino médio. Ela foi dublada por Lisa Coristine.
- Betty apareceu em Archie's Weird Mysteries dublada por America Young.

#### Live action

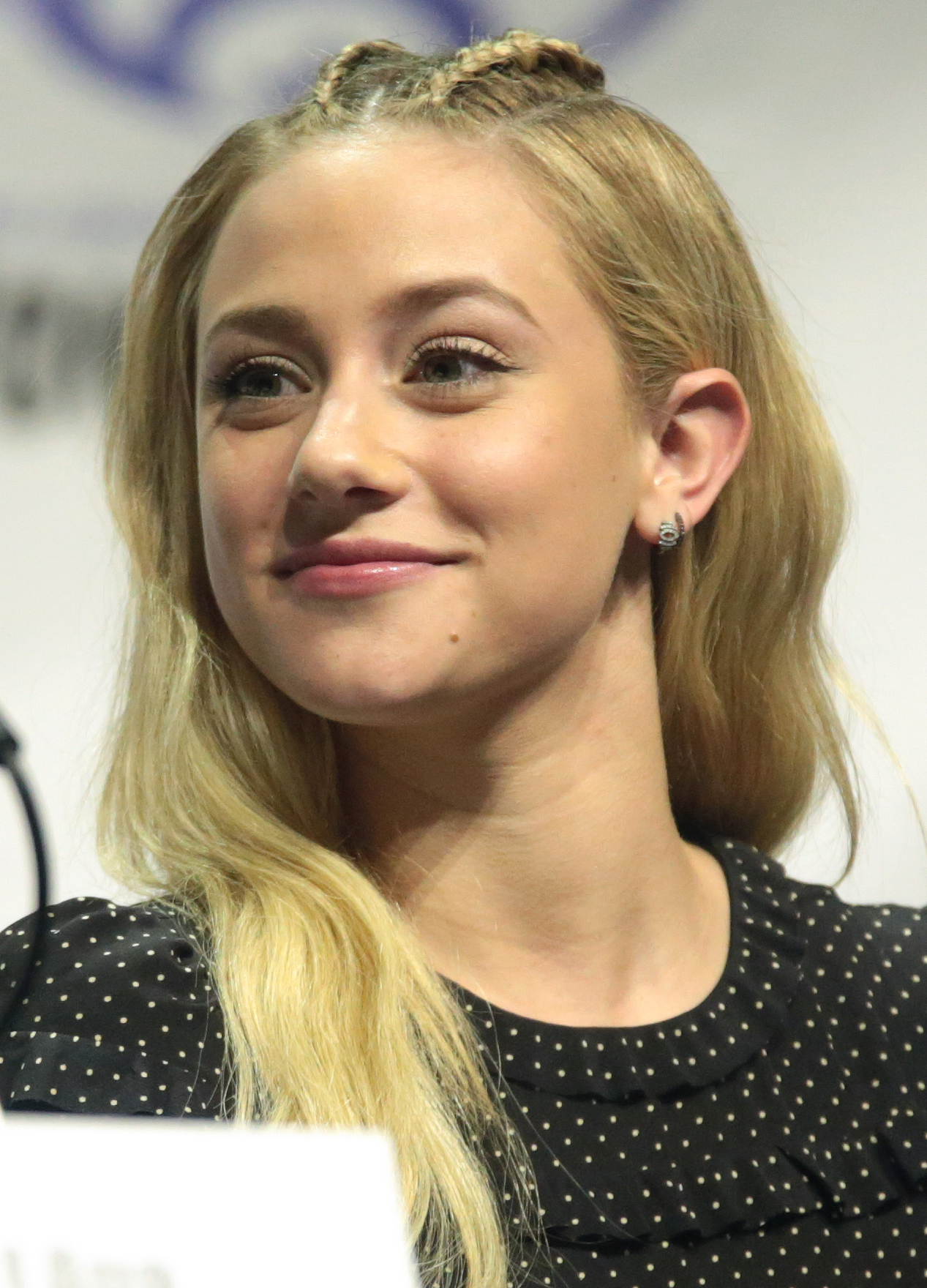
Lili Reinhart interpreta Betty em Riverdale.

- Betty foi interpretada por Lauren Holly no filme de TV de 1990 Archie: To Riverdale and Back Again.
- Betty aparece na série da The CW Riverdale, interpreta por Lili Reinhart. Como nos quadrinhos, Betty é uma garota bonita e bem-humorada que já teve uma queda por seu antigo amigo Archie Andrews.[3]

### Filmes
- Betty apareceu em The Archies in Jugman, dublada por America Young. O filme foi lançado em diretamente em vídeo.
- Gerald Peary fez o documentário de longa-metragem Archie’s Betty.[4][5][6][7][8][9][10][11]